# Silbernes Lorbeerblatt

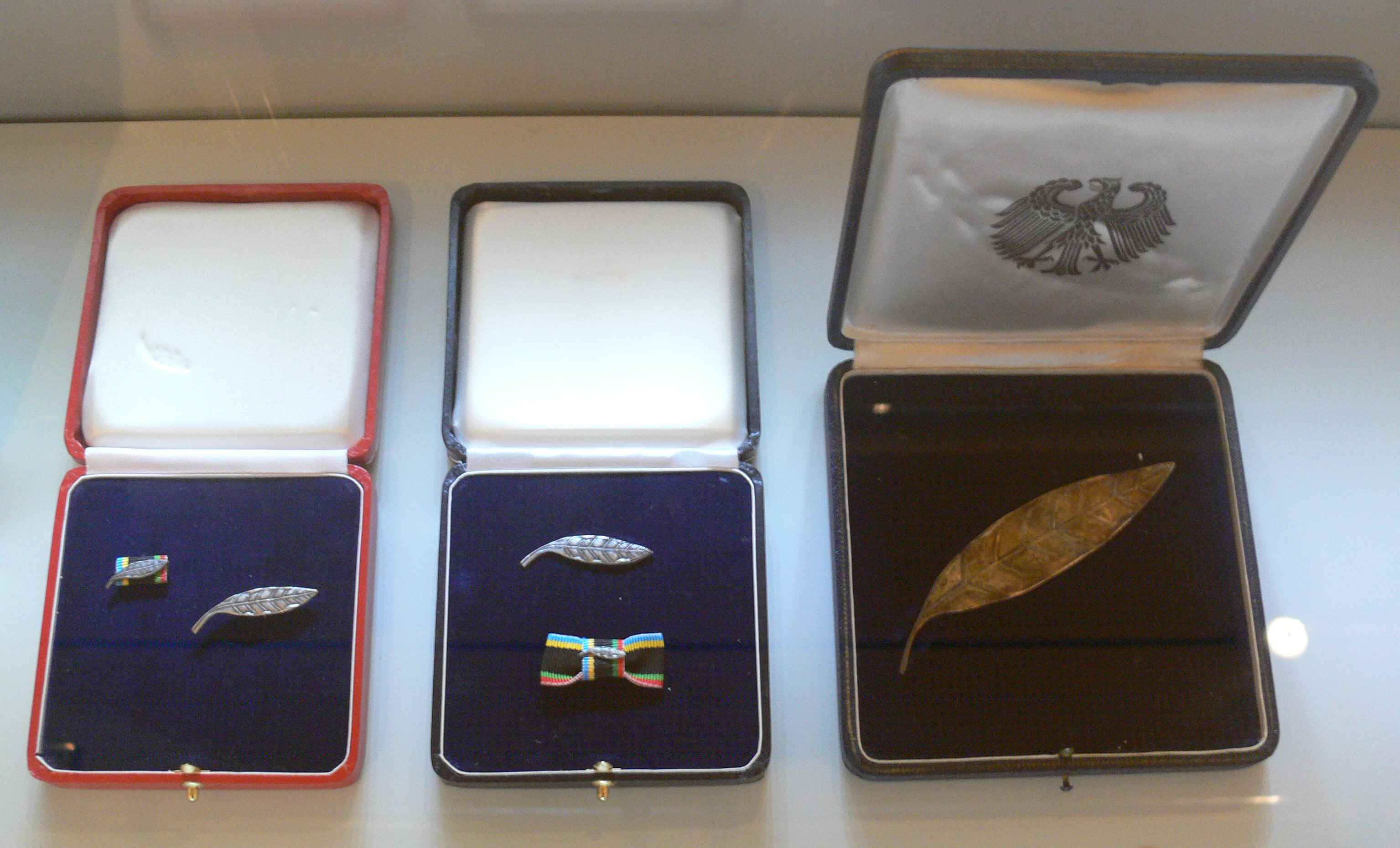
Différents modèles de la 'Silbernes Lorbeerblatt'

La médaille Silbernes Lorbeerblatt (feuille de laurier en argent) est la plus haute distinction sportive en Allemagne. Elle a été remise pour la première fois le 23 juin 1950 par le Président Theodor Heuss. Elle récompense les athlètes et les équipes sportives ayant été champions de compétitions internationales. De plus, la/les personnes honorée(s) doivent faire preuve d'exemplarité. 
La règle de conquérir plusieurs titres internationaux n'est pas obligatoire quand il s'agit d'un titre olympique ou paralympique ainsi que lors d'une grande compétition internationale telle que la Coupe du monde de football. Dans ces cas, seul un titre suffit pour être honoré de la médaille Silbernes Lorbeerblatt.
Pour être honoré de ce titre, un athlète ou une équipe doit être proposé par le président du comité olympique allemand au Président allemand. Cette requête est alors examinée par l'agence du Président allemand et le Ministère fédéral de l'Intérieur d'Allemagne en tant que responsable du sport en Allemagne.

## Équipes ayant reçu la Silbernes Lorbeerblatt
- VfB Stuttgart pour leur titre de champion d'Allemagne en 1950.
- Team Telekom lors de sa victoire d'équipe au Tour de France 1997.
- Équipe d'Allemagne de football féminin après ses deux titres de Coupes du monde en 2003 et 2007.
- Équipe d'Allemagne de football.
- Équipe d'Allemagne de handball.
- Équipe d'Allemagne féminine de basket-ball en fauteuil roulant après sa victoire aux Jeux paralympiques 2012 de Londres